# Batallón Mackenzie-Papineau
El Batallón de Mackenzie-Papineau (en inglés: Mackenzie–Papineau Battalion, popularmente llamados Mac-Paps) fue una unidad de canadienses que combatió formando parte de las Brigadas Internacionales en defensa de la República española durante la Guerra Civil. El número de miembros fue, según cifras propias de los archivos de la unidad, de 1.448, de los que murieron 721 en combate, siendo por tanto Canadá el segundo país en número de miembros aportados a las Brigadas tras Francia, proporcionalmente a su población.

## Historial
Aunque en un primer momento los pocos canadienses voluntarios se integraron, sobre todo, en el Batallón Lincoln de mayoría estadounidense, en febrero de 1937 ya habían llegado unos 500 y se formó este batallón separado. Los integrantes procedían en su mayor parte de la clase obrera, muy motivada después de la depresión de 1929. El Partido Comunista de Canadá dirigió las operaciones de captación. No obstante, sus integrantes no solo eran afiliados a dicho partido, sino también a sindicatos no vinculados con el comunismo y otras personas no adscritas políticamente. Sin embargo muchos de ellos mantenían un nexo común: eran de origen europeo, sobre todo finlandeses y ucranianos. Cuando el Gobierno de Canadá resolvió en 1937 la ilegalidad de la participación de ciudadanos de su país en la guerra española, siguiendo la doctrina del Comité de No Intervención, los alistamientos continuaron pero para tareas civiles, como médicos o ingenieros. No obstante siguieron llegando voluntarios que, para obtener el pasaporte, argumentaban motivos falsos. Generalmente partían de las grandes ciudades como Toronto o Montreal para llegar a Estados Unidos y cruzar el Atlántico hasta Francia, pasando legal o ilegalmente a España.
El gran número de voluntarios canadienses permitió la creación de un Batallón propio, que fue integrado en la XV Brigada Internacional. Los primeros combates de la unidad se llevaron a cabo durante la Batalla del Jarama donde obtuvieron alto renombre, seguidos después de su intervención en la sangrienta Batalla de Brunete. Después participaron en la batalla de Teruel y, poco después, en la retirada de Aragón, así como en la defensa exterior de los frentes en Cataluña y Valencia. Tuvieron su última gran intervención en la Batalla del Ebro, donde los intensos combates dejaron un elevado número de bajas. El 21 de septiembre de 1938, todavía presentes en el Frente del Ebro, les llegó la orden de retirada del gobierno republicano, por lo que el Batallón quedó disuelto y sus integrantes repatriados a su patria natal.
El gobierno de Canadá, consciente de que ciudadanos de su país combatían en España en contra de las decisiones adoptada de no intervención, negó la entrada a los brigadistas hasta que en enero de 1939 autorizó finalmente su regreso. La Segunda Guerra Mundial hizo que algunos veteranos del Batallón reclamasen un reconocimiento oficial a su gobierno como los primeros que se enfrentaron al fascismo y al nazismo emergentes en Europa. Sin embargo jamás han sido reconocidos oficialmente.